# 올랭피아 (파리)

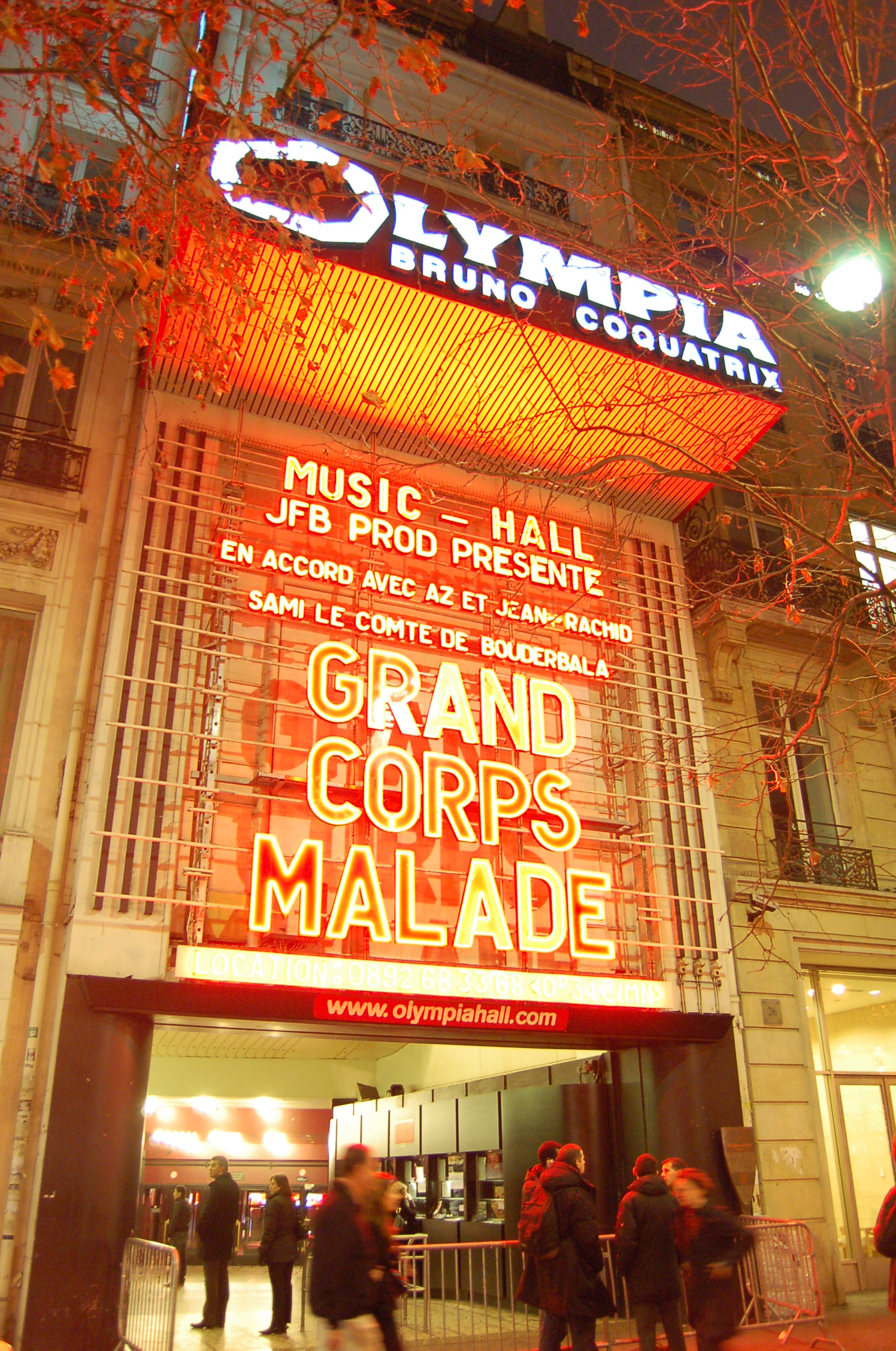
올랭피아

올랭피아(Olympia)는 프랑스 파리 9구에 있는 음악홀이다. 1954년에 개업하였으며, 약 2,000석을 수용한다. 건물은 1889년에 오픈했다.